# Brněnská smlouva
Brněnská smlouva je mezinárodní smlouva uzavřená mezi republikou Československou a republikou Rakouskou o státním občanství a ochraně menšin, podepsaná v Brně dne 7. června 1920. Za Československo ji podepsal prof. Antonín Hobza. Na základě usnesení Národního shromáždění ze dne 13. července 1920 byla 25. února 1921 vystavena ratifikační listina, kterou podepsali prezident T. G. Masaryk a ministr zahraničních věcí Edvard Beneš. Působnosti smlouva nabyla výměnou ratifikačních listin ve Vídni dne 10. března 1921. Obsahově navazovala na mírovou smlouvu ze Saint-Germain (1919).
Základem pro posuzování státní příslušnosti bylo nabytí práva domovského v některé z obcí obou států s možností opce. Ustanovení o ochraně menšin se týkala menšinového školství československého ve Vídni a německého menšinového školství v Československu. K urovnávání sporů vzniklých z Brněnské smlouvy byly zřízeny smíšená komise a stálý rozhodčí soud.
Brněnská smlouva byla v Československu publikována pod č. 107/1921 Sb. z. a n.